# Warcino
Warcino (Duits Varzin) is een dorp in de Poolse woiwodschap Pommeren. De plaats maakt deel uit van de gemeente Kępice en telt 450 inwoners.